# L'amore vuole amore
L'amore vuole amore è una raccolta del cantautore italiano Michele Zarrillo, pubblicato nel 1997 dalla Sony Music.

## Descrizione
Il disco è una raccolta di brani pubblicati fino al 1997.
I brani Una rosa blu, Su quel pianeta libero e La notte dei pensieri presentano un nuovo arrangiamento.
L’album ebbe subito ottimi riscontri di vendite trascinato dai singoli inediti L'amore vuole amore e Ragazza d'argento, ma l'apice fu raggiunto quando uscì come singolo la nuova versione di Una rosa blu, che divenne uno dei brani di maggior successo dell'estate 1998 e della carriera dell'artista romano.
L'album arrivò a toccare la posizione numero 2 nella classifica italiana e a superare le 600 000 copie vendute, divenendo di gran lunga il disco di maggior successo di Zarrillo.

## Tracce
1. L'amore vuole amore
2. Ragazza d'argento
3. Una rosa blu (New Version)
4. La notte dei pensieri (New Version)
5. Cinque giorni
6. Il sopravvento
7. Perdono
8. L'elefante e la farfalla
9. Strade di Roma
10. Innamorando
11. Adesso
12. Non arriveranno i nostri
13. Il canto del mare
14. Su quel pianeta libero (New Version)
15. Gli assolati vetri

## Formazione
- Michele Zarrilo – voce, chitarra classica in Una rosa blu
- Maurizio Galli, Cesare Chiodo – basso
- Lele Anastasi, Massimo Pacciani, Alfredo Golino – batteria
- Davide Pieralisi – chitarra
- Lorenzo Maffia – tastiera
- Eric Buffat – pianoforte e tastiera

## Classifiche
| Classifica (1998) | Posizione massima |
| ----------------- | ----------------- |
| Italia            | 7                 |